# 看護におけるいじめ
看護におけるいじめ（かんごにおけるいじめ、英: Bullying in nursing）について解説する。看護の現場は、職場でのいじめが非常に頻繁に発生する職場であるということが調査によって明らかになっている。リレーショナル・アグレッション（噂話や威圧など、人間関係を攻撃するいじめの心理的側面）との関連性が認められるが、若年女性間における研究はなされてきたものの、大人女性の間の研究ではあまり研究されていない。調査結果によると、看護師の74％、麻酔科医の100％、および外科技術者の80％が、看護職員によるいじめなどの非社会的行動を経験したか目撃しているという。

## 概要
以下のようなさまざまないじめの形態が存在する。 
- 医師または管理職による看護師のいじめ
- 別の看護師をいじめる看護師
- 患者をいじめる看護師
- 看護師をいじめる患者
- 介護など他の医療提供者をいじめる看護師

## 具体的ないじめ行為
英国の調査では看護における以下のいじめ行為が確認されている。 
- 仕事のやる気をなくさせる
- 対象をわざと不利にさせる
- 身体的虐待 (まれ)
- 言葉の暴力または暴言
- 仲間外れにする
- 処置等の妨害
- 継続的な批判
- 嫌み
- 品位を貶める
- 自信を喪失させる
- 嘘の糾弾をする
- 失敗するようわなを仕掛ける

これら行為はしばしば潜伏的で、何年にもわたる期間続く。いじめは、しばしば常態化する。 いじめる人は、引き起こすダメージを常に認識している。 彼らは基本的に支配と権力のためにそのような行動をとる。

## 不行儀
調査によると、612人のスタッフ看護師のうち、67.5％が上司からの無礼を経験し、77.6％は同僚からの無礼を経験したことを明らかになった。患者や家族からの失礼な発言は、医療従事者の気をそらさせ、彼らがミスを犯したり、次善の医療を提供したりする結果につながる可能性がある。

## 管理職による看護師のいじめ
2003年に、英国の地域医療従事者協会と健康訪問者協会が、 全国保健サービス （NHS）で働いている健康訪問者、学校看護師、および地域看護師の半分が彼らの管理者によっていじめられていることを示す調査を実施した。質問を受けた563人のうち3人に1人が、いじめは仕事を一時休まざるを得ないほど酷いと述べている。絶え間ない批判と屈辱が最も一般的な不満であった。他の者たちは、彼らは怒鳴られたり、のけ者にされたりしたと語っている。 

## 結果とその影響
看護におけるいじめは、スタッフのウェルビーイング、質の高いケアの提供、および安全な文化への悪影響をもたらすだけでなく、看護師不足の一因である。 看護師の職務に対する不満が高まり、看護師が教職員を辞任し、早期引退するという継続的な一因となっている。 したがって、すべてのヘルスケア教員が、虐めの原因と影響、および失業率を引き下げるための可能な戦略について明確に理解している必要がある。

## ナースいじめ目録
職場でのいじめが看護職場の環境に与える影響をさらに調査し、理解するために、看護環境の中で特定の職場でのいじめの構成要素に対処するための目録が作成されるような試みも存在している。 

## 関連用語
水平暴力（Horizontal violence）は、看護でのいじめを指すときによく使用される用語である。この用語は、看護分野で同僚によって示されたぞっとするような行動を表す。そのような卑劣な行動は職場にストレスと不快感を与えるものである。看護におけるいじめに関連する別の用語に、側方暴力（lateral violence）がある。 この用語は、いじめが、職場において梯子の下の方で足の引っ張り合いをするかのいじめが及ぼす影響を説明するために使用される。

## 対策
いくつかの保健機関は、社会的交流、適切なビジネスエチケットを改善する方法、および職場環境における人々の前向きなスキルを育てる方法についてスタッフおよび医療チームメンバーを教育しようと努めている。 看護師は受けたいじめに対して金銭的な補償を受ける権利がある。コミュニケーションとコラボレーションは、看護教員が同僚と患者の両方と専門的な関係を築く能力を向上させるための最優先事項である。 ワークショップ、公開議論、カウンセリング、そしてメンター制もまた、看護におけるいじめを管理するための可能な選択肢となる。

### 書籍
- 看護学生のButton SMいじめ：混合解釈研究（2007）
- 看護師が看護師を傷つけるときのDellasega C：いじめのサイクルを認識し克服する（2011）
- 看護師と職場でのいじめの経験：働く女性センターのClaire Thomson（アデレード、S. Aust。 オーストラリア看護協会。 SA支店 - 1998
- Thompson R "Do No Harm"は、看護師にも適用されます。 （2012）
- ウェッブC、ランドルJ職場でのいじめ（2006）

### 学術論文
- Cleary, Michelle; Hunt, Glenn E.; Horsfall, Jan (2010). “Identifying and Addressing Bullying in Nursing”. Issues in Mental Health Nursing 31 (5):  331–5. doi:10.3109/01612840903308531. PMID 20394479.
- Cooper, Janet R. M.; Walker, Jean T.; Winters, Karen; Williams, P. Renée; Askew, Rebecca; Robinson, Jennifer C. (2009). “Nursing students' perceptions of bullying behaviours by classmates”. Issues in Educational Research 19 (3):  212–26.
- Foster, Barry; Mackie, Beth; Barnett, Natasha (2004). “Bullying in the Health Sector: A Study of Bullying of Nursing Students”. New Zealand Journal of Employment Relations 29 (2):  67–83.
- Hogh, Annie; Carneiro, Isabella Gomes; Giver, Hanne; Rugulies, Reiner (2011). “Are immigrants in the nursing industry at increased risk of bullying at work? A one-year follow-up study”. Scandinavian Journal of Psychology 52 (1):  49–56. doi:10.1111/j.1467-9450.2010.00840.x. PMID 21054415.
- Hutchinson, Marie; Vickers, Margaret; Jackson, Debra; Wilkes, Lesley (2006). “Workplace bullying in nursing: towards a more critical organisational perspective”. Nursing Inquiry 13 (2):  118–26. doi:10.1111/j.1440-1800.2006.00314.x. PMID 16700755.
- Hutchinson, Marie; Jackson, Debra; Wilkes, Lesley; Vickers, Margaret H. (2008). “A new model of bullying in the nursing workplace: organizational characteristics as critical antecedents”. Advances in Nursing Science 31 (2):  E60–71. doi:10.1097/01.ANS.0000319572.37373.0c. PMID 18497582.
- Hutchinson, Marie; Wilkes, Lesley; Jackson, Debra; Vickers, Margaret H. (2010). “Integrating individual, work group and organizational factors: testing a multidimensional model of bullying in the nursing workplace”. Journal of Nursing Management 18 (2):  173–81. doi:10.1111/j.1365-2834.2009.01035.x. PMID 20465745.
- Hutchinson, Marie; Vickers, Margaret H.; Wilkes, Lesley; Jackson, Debra (2009). “'The Worse You Behave, The More You Seem, to be Rewarded': Bullying in Nursing as Organizational Corruption”. Employee Responsibilities and Rights Journal 21 (3):  213–29. doi:10.1007/s10672-009-9100-z.
- Johnston, Michelle; Phanhtharath, Phylavanh; Jackson, Brenda S. (2010). “The Bullying Aspect of Workplace Violence in Nursing”. JONA's Healthcare Law, Ethics, and Regulation 12 (2):  36–42. doi:10.1097/NHL.0b013e3181e6bd19. PMID 20505478.
- Lewis, MA (2001). “Bullying in nursing”. Nursing Standard 15 (45):  39–42. doi:10.7748/ns2001.07.15.45.39.c3064. PMID 12212387.
- Murray, JS (2009). “Workplace bullying in nursing: a problem that can't be ignored”. Medsurg Nursing 18 (5):  273–6. PMID 19927962.
- Murray, Colonel John S. (2008). “On Bullying in the Nursing Workplace”. Journal of Obstetric, Gynecologic, & Neonatal Nursing 37 (4):  393. doi:10.1111/j.1552-6909.2008.00263.x.
- Randle, Jacqueline (2003). “Bullying in the nursing profession”. Journal of Advanced Nursing 43 (4):  395–401. doi:10.1046/j.1365-2648.2003.02728.x. PMID 12887358.
- Smith, Pam; Cowie, Helen (2010). “Perspectives on emotional labour and bullying: Reviewing the role of emotions in nursing and healthcare”. International Journal of Work Organisation and Emotion 3 (3):  227–36. doi:10.1504/IJWOE.2010.032923.
- Stevens, S. (2002). “Nursing Workforce Retention: Challenging A Bullying Culture”. Health Affairs 21 (5):  189–93. doi:10.1377/hlthaff.21.5.189. PMID 12224882.
- Cleary, Michelle; Hunt, Glenn E.; Horsfall, Jan (2010). “Identifying and Addressing Bullying in Nursing”. Issues in Mental Health Nursing 31 (5):  331–335. doi:10.3109/01612840903308531. PMID 20394479.

### その他
- Book (2009年). “Nursing Interventions for Bullying in a Kindergarten to Grade Eight School”. 2021年7月27日閲覧。
- Fuller (2007年). “Eradication of Horizontal Violence and Bullying in Nursing”. FNA Proposal for Action.   Florida Nurses Association Board of Directors. 2021年7月27日閲覧。
- Chipps, Esther (2009). Workplace Bullying and Normalization of Bullying Acts in the Nursing Workplace. Midwest Nursing Research Society. 2011年7月22日時点のオリジナルよりアーカイブ。
- Hutchinson, Marie; Vickers, Margaret H.; Jackson, Debra; Wilkes, Lesley (2004). Bullying in nursing: introducing an Australian study. Proceedings of Leadership in the 21st Century: Association on Employment Practices and Principles (AEPP), Twelfth Annual International Conference. Fort Lauderdale Beach, FL., 7–9 August: Association on Employment Practices and Principles.
- Olender-Russo (2009年8月1日). “Reversing the bullying culture in nursing”. ModernMedicine.   Advanstar Communication. 2021-07-27s閲覧。
- Pugh (Winter 2005–2006). “Bullying in nursing: building a culture of respect combats lateral violence”. CrossCurrents.   Centre for Addiction and Mental Health. 2021年7月27日閲覧。
- Dealing with bullying and harassment at work: A guide for RCN members. Royal College of Nursing. (2005)
- Dealing with bullying and harassment: a guide for students. Royal College of Nursing. (2005)
- Stelmaschuk, Stephanie (2010). Workplace Bullying and Emotional Exhaustion among Registered Nurses and Non-nursing, Unit-based Staff (Bachelor's thesis). Ohio State University College of Nursing
- Stokowski (2010年9月30日). “A Matter of Respect and Dignity: Bullying in the Nursing Profession”. Medscape Nurses.   WebMD. 2021年7月27日閲覧。
- How to Stop Nurse Bullying. Loyola University New Orleans. (2016)